# She Led Two Lives
She Led Two Lives (bra: Vida Dupla) é um filme para televisão de drama estadunidense dirigido por Bill Corcoran lançado no ano de 1994.

## Enredo
Ambientado em Minnesota, uma mulher casada reencontra seu namorado de infância e se casa com ele também, forçando-a a viver duas vidas ao mesmo tempo.

## Elenco
- Connie Sellecca como Rebecca Madison
- Perry King como Jeffrey Madison
- A Martinez como Mike Lewis
- Patricia Clarkson como Desiree Parnell
- J. Smith-Cameron como Angela Anderson
- David Wohl como Harvey Parnell
- George Martin como Pai de Rebecca
- J.C. Cutler como policial
- Sally Wingert como policial
- Signe Albertson como Hooker
- John Patrick Martin como Waiter
- Barbara Kingsley como Marcia
- Richard Anson como Prof. Gray
- George A. Farr como J.P. Sorensen
- Peter Thoemke como Doorman
- Sue Scott como Advogada
- Terry O'Sullivan como Sr. Greene
- Susan Chambers como Garçonete

## Recepção

### Lançamento
O filme foi lançado nos Estados Unidos no dia 27 de novembro de 1994 e foi exibido pela emissora de televisão estadunidense NBC.

### Mídia caseira
É disponibilizado de duas maneiras para a mídia caseira, a primeira foi o lançamento de uma fita de Video Home System (VHS). Foi também lançado em DVD.